# نووولیانوفسک
شهر نووولیانوفسک (به روسی: Новоульяновск) در کشور روسیه و در اوبلاست اولیانوفسک واقع شده است.